# Нью-Йорк (гостиница, Владикавказ)
Гостиница «Нью-Йорк» — памятник архитектуры и градостроительства во Владикавказе, Северная Осетия. Выявленный объект культурного наследия России. Находится в историческом центре города на углу улиц Кирова, 66 b Рамонова, 17. Первое трёхэтажное здание Владикавказа.

## История
Здание из красного кирпича в стиле модерн построено в середине 1870-х годов владельцем для расположения в нём гостиничных номеров. Здание принадлежало горожанину В. Л. Чеглаку (по другим сведениям здание принадлежало Казарову). Собственником гостиницы, размещённой на 2-м и 3-м этажах здания, был Месроп Саркисович Архиепископов, который назвал свою гостиницу «Нью-Йорк». С 1885 года на первом этаже располагалась контора «Русско-американского торгового пароходного общества», которая предлагала эмиграционные услуги горожанам для переселения в США.
С 1917 года в здании на третьем этаже находилось «Общество горской молодёжи», основателем и руководителем которого был осетинский общественный революционный деятель Георгий Цаголов.
В настоящее время в здании располагается стоматологическая поликлиника.